# فراکسیون هیسپنیک کنگره

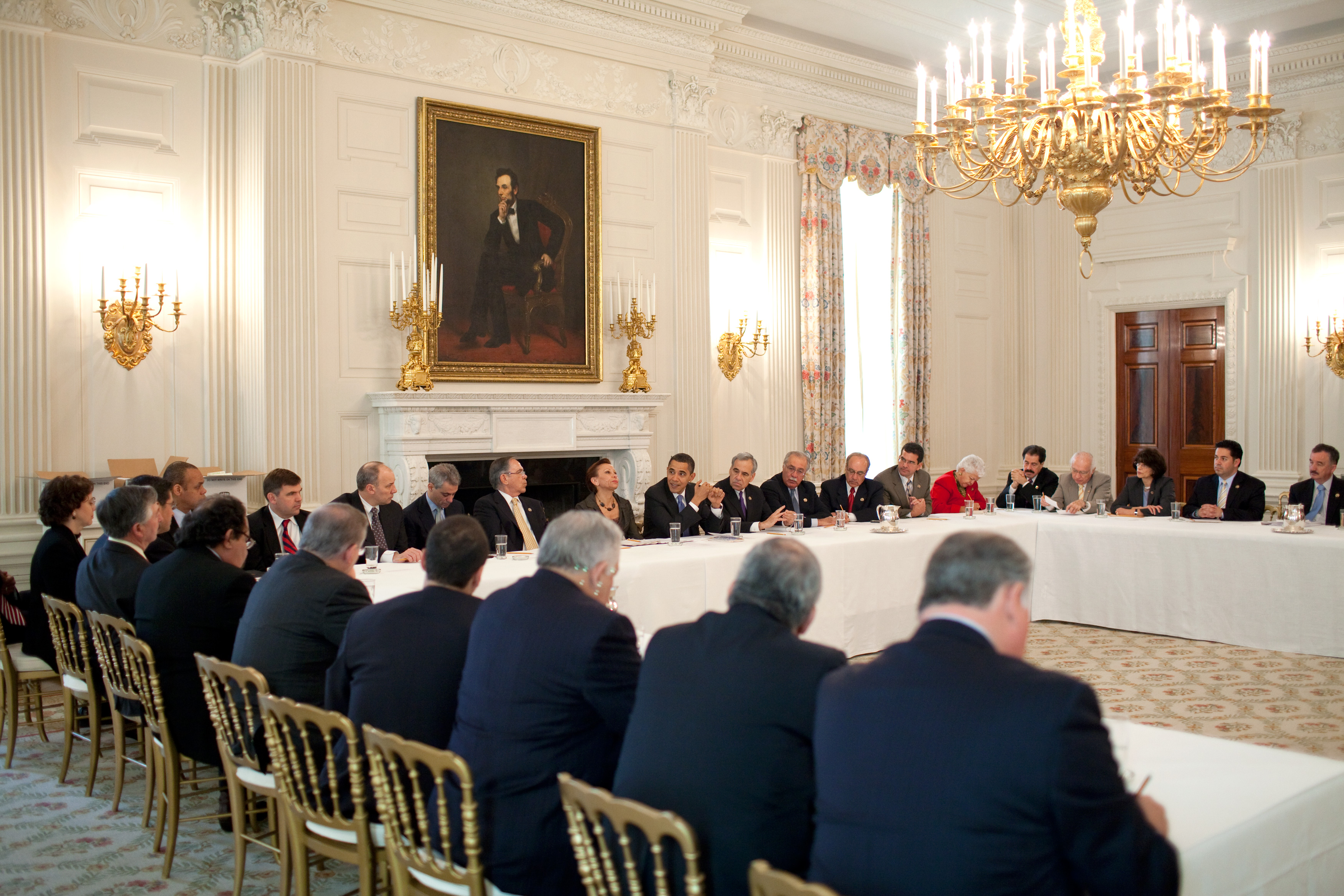
جلسه فراکسیون هیسپنیک

فراکسیون هیسپانی کنگره یا رایزنش هیسپانی کنگره (انگلیسی: Congressional Hispanic Caucus) متشکل از ۲۶ عضو دمکرات هیسپانیتبار کنگره ایالات متحده آمریکا است. این رایزنش از طریق فرایندهای تقنینی وقت خود را صرف طرح‌ها و مسایل مربوط به هیسپان‌ها و لاتین‌تبارها در ایالات متحده آمریکا و پورتوریکو می‌کند. این رایزنش در سال ۱۹۷۶ به عنوان یکی از سازمان‌های خدمات تقنینی مجلس نمایندگان ایالات متحده آمریکا تأسیس شد.